# 18161 Koshiishi
18161 Koshiishi è un asteroide della fascia principale. Scoperto nel 2000, presenta un'orbita caratterizzata da un semiasse maggiore pari a 2,9996171 UA e da un'eccentricità di 0,1037023, inclinata di 9,57823° rispetto all'eclittica.